# Ignace Éphrem Ier d'Antioche
Ignace Éphrem Ier Barsaum (arabe : إغناطيوس أفرام الأول برصوم الموصلي ; syriaque : ܩܕܝܫܘܬܗ ܕܡܪܢ ܦܛܪܝܪܟܐ ܡܪܝ ܐܝܓܢܐܛܝܘܣ ܐܦܪܝܡ ܩܕܡܝܐ ܕܒܝܬ ܒܪܨܘܡ), né à Mossoul le 15 juin 1887 et mort à Homs le 23 juin 1957, fut patriarche syriaque orthodoxe d'Antioche et de tout l'Orient du 30 janvier 1933 au 23 juin 1957.

## Biographie
Né à Mossoul, élève des dominicains français dans cette ville, il entra au monastère de Za'faran, alors siège du patriarcat jacobite, près de Mardin, en 1905. Ordonné prêtre en 1908, il enseigna dans le monastère et devint responsable de son imprimerie. En 1913, il fit un voyage d'études en Europe occidentale. Le 20 mai 1918, le patriarche Élie III le consacra évêque métropolitain pour la Syrie. En 1919, il fut désigné pour représenter sa communauté à la conférence de paix de Paris de 1919. Il rentra en Syrie en mai 1920. Il fit ensuite plusieurs voyages en Europe occidentale et aux États-Unis pour y représenter l'Église syriaque orthodoxe. Après la mort d'Élie III en 1932, il fut élu à sa succession. Il installa le siège du patriarcat à Homs.
Il a publié de nombreux ouvrages sur la religion et sur l'histoire de la culture syriaque et a édité des textes anciens. Il était membre de l'Assemblée scientifique arabe de Damas.
Il est mort à Homs.

## Distinction
- Membre de l'Académie arabe de Damas

## Décorations
- Grand cordon de l'ordre du Mérite civil de Syrie
- Première classe de l'ordre libanais du Mérite

## Publications
- (ar) Histoire du monastère Mor Hananyo (نزهة الأذهان في تاريخ دير الزعفران)
- (ar) Abrégé d'histoire de l'Église syriaque (الدرر النفيسة في مختصر تاريخ الكنيسة)
- (ar) Histoire de la littérature syriaque (اللؤلؤ المنثور في تاريخ العلوم و الآداب السريانية)
- (ar) Méthodes et techniques de la traduction du syriaque vers l'arabe (رسالة في أصول التعريب عن السريانية)
- (ar) Sermons I (قيثار القلوب)
- (ar) Sermons II (الرسائل العامة)